# Menzel Temime
Menzel Temime (arab nyelven: منزل تميم) város Északnyugat-Tunéziában, a Cap Bon-félszigeten.

## Fekvése
Kelibiától 172 km-re délnyugatra, a tenger közelében fekvő település.

## Története
A várost a 11. században a normann Moez ibn Temmime alapította.
A mai település egy gazdasági központ, többek között az élelmiszeripar (üdítőitalok) és a textilipar (ruházat, cipő és harisnya), valamint földimogyoró, paradicsom és paprika termesztéséről és nagy heti piacáról ismert.
A település augusztus–szeptember táján olyanná válik, mintha Kalocsa környékén járnánk, annyi száradni kitett paprikafüzér pirosodik a házfalakon.